# Arthur Fox
Arthur George Fox (Cowes, 9 settembre 1878 – Los Angeles, 17 agosto 1958) è stato uno schermidore statunitense, vincitore di una medaglia d'argento nella scherma ai giochi olimpici.